# Clubiona munda
Clubiona munda är en spindelart som beskrevs av Tamerlan Thorell 1887. Clubiona munda ingår i släktet Clubiona och familjen säckspindlar.
Artens utbredningsområde är Myanmar. Inga underarter finns listade i Catalogue of Life.